# مجلة أدوماتو
مجلة أدوماتو هي مجلة نصف سنوية، محكمة، تصدر في المملكة العربية السعودية، عن مركز عبد الرحمن السديري الثقافي، تعنى بالأبحاث الخاصة بآثار الوطن العربي – ويشرف على إصدار المجلة هيئة تحرير أكاديمية من أساتذة الآثار في الجامعات بالمملكة العربية السعودية. وللمجلة هيئة استشارية مكونة من مجموعة من خيرة الأساتذة المتخصصين في الآثار والتاريخ والعلوم الاجتماعية على مستوى العالم وقد صدر منها حتى يناير عام 2023 (47) عددًا. علما أن العدد الأول من مجلة أدوماتو كان قد صدر في شهر كانون الثاني (يناير) عام 2000م. المجلة لها اهتمام كبير في أوساط الباحثين الآثاريين في العالم بوجه عام، فيما يخص الأبحاث المتعلقة بآثار الوطن العربي.
وهذه المجلة ينشر فيها الباحثون في مجال الآثار بحوثاً علمية آثارية، تناقش قضايا تتعلق بالآثار في المملكة العربية السعودية والعالم العربي بوجه عام. وتنشر المجلة البحوث سواء باللغة العربية أو الإنجليزية.
تنشر المجلة في كل عدد ثبتاً بجميع الأبحاث المنشورة في الأعداد السابقة؛ ليكون مرجعا للباحثين، الذين يمكنهم الوصول إلى بحوث في الموضوعات التي تهمهم أو يعملون عليها. ويستطيعون الحصول على الأعداد التي تضم بحوثا تقع ضمن اهتمامهم. وقد نشرت المجلة حتى عام 2020 ما يتجاوز 241 بحثاً باللغتين العربية والإنجليزية.
الاشتراك السنوي بالمجلة (شاملاً أجور البريد) داخل الوطن العربي 80 ريالا سعوديا أو ما يعادلها للأفراد، و 140 ريالا للمؤسسات.
وباقي دول العالم 50 دولاراً. تصدر المجلة مرتان سنوياً؛ في شهري كانون الثاني (يناير)، وتموز (يوليو). وقد أثبتت المجلة علو كعبها في مجال النشر العلمي للدراسات والبحوث الآثارية المتعلقة بآثار الوطن العربي.

## أهدافها
- إخراج مطبوعة إلى حيز الوجود تعمل على خلق لقاء فكري متخصص للباحثين العرب في مجال الآثار.
- تكوين وحدة فكرية في الدراسات والبحوث والآثار العربية عبر توفير المناخ المناسب لها.
- تفعيل الاهتمام والتشجيع عليه فيما يخص على الآثار وموضوعاته في الوطن العربي.
- أن تجسد المجلة الاهتمام بالآثار اهتمامصا يتجاوز حدود الإقليم الواحد ويمثل مجمل الوطن العربي.[1]
- توثيق الصلة بين الباحثين وعلماء الآثار في الدول العربية وزملاءهم في دول العالم الأخرى الذين لهم اهتمام وتنقيبات آثارية في الوطن العربي.

## اهتماماتها الموضوعية
- الدراسات والبحوث المتخصصة في آثار الوطن العربي.
- التقارير المتعلقة بالمؤتمرات والندوات الآثارية.
- استعراض الكتب الآثارية.
- المصطلحات الآثارية وقضاياها.[2]

## شروط النشر
- يقدم البحث مطبوعًا باللغة العربية أو الإنجليزية، مرفقًا به قرص ممغنط.
- تقديم ملخصان للبحث باللغتين العربية والإنجليزية على ألا يزيد عدد كلمات كل منهما على 100 كلمة.
- إرفاق سيرة ذاتية مختصرة عن الكاتب متضمنة عنوانه الحالي.
- ألا يكون البحث المتقدم به إلى المجلة قد سبق التقدم به لنشره في أي وعاء نشر مماثل أو مختلف، كما لايجوز إعادة نشر البحث أو جزء منه إلا بإذن خطي من هيئة تحرير مجلة أدوماتو.
- تزود المجلة الكاتب نسختين ورقيتين مع نسخة رقمية من العدد الذي نشر فيه بحثه،.[3] كما تمنحه إقرارا بقبول البحث للنشر عند الطلب.

## هيئة التحرير
تكونت هيئة التحرير** منذ العدد الأول (يناير 2000م) وحتى العدد الخامس والثلاثين (يناير 2017) من كل من:
أ.د. عبد الرحمن الطيب الأنصاري - رئيس هيئة التحرير
أ.د. خليل بن إبراهيم المعيقل - عضو هيئة التحرير
د. عبد الله بن محمد الشارخ - عضو هيئة التحرير
د. محمد بن سلطان العتيبي - عضو هيئة التحرير
أ. محمد صوانه - سكرتير التحرير
**وفي يونيو 2017 تولى أ.د. خليل بن إبراهيم المعيقل رئاسة التحرير، بعد أن آثر الدكتور عبد الرحمن الأنصاري إعفاءه لأسباب صحية.

## مهام الهيئة الاستشارية
- إصدار حكم مبدئي على البحوث قبل تحويلها إلى لججنة التحكيم بهدف تحديد مستواها العلمي وإمكانية نشرها أو تعذر ذلك.
- اختيار المحكمين من أعضاء هيئة التدريس على ألا يقل أحدهم عن هذه الرتبة العلمية أو ما يعادلها.
- الاطلاع على ردود المحكمين ودراستها فيما يتعلق بالبحث إلى جانب دراسة تعديلات الباحثين المبنية على رود المحكمين ومدى تطبيقهم لها.
- إصدار الحكم النهائي حول صلاحية البحث للنشر من عدمها بعد تطبيق جميع الملحوظات المطلوبة.

## وصلات خارجية
- مجلة أدوماتو